# Porphyrinia ramburi
Porphyrinia ramburi là một loài bướm đêm trong họ Noctuidae.